# إيملي توماس
إيملي توماس (بالإنجليزية: Emily Thomas)‏ هي متزلجة أسترالية، ولدت في 19 يوليو 1973 في ملبورن في أستراليا.

## وصلات خارجية
- إيملي توماس على موقع الاتحاد الدولي للتزلج (ركوب لوح الثلج) (الإنجليزية)
- إيملي توماس على موقع اللجنة الأولمبية الدولية (الإنجليزية)
- إيملي توماس على موقع أوليمبيديا (الإنجليزية)
- إيملي توماس على موقع اللجنة الأولمبية الأسترالية (الإنجليزية)